# José Alfaro

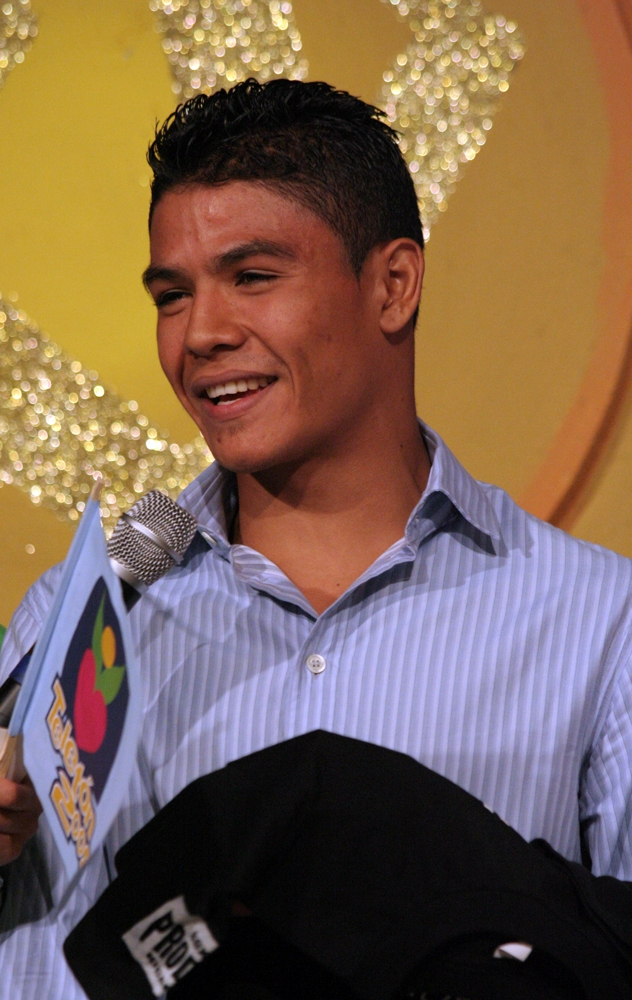
José Alfaro, 2008

José Alfaro (* 22. November 1983 León (Nicaragua), Nicaragua als José Alberto Alfaro Gazo) ist ein nicaraguanischer Boxer im Leichtgewicht. Er gewann am 29. Dezember 2007 durch eine geteilte Punktrichterentscheidung über Prawet Singwancha den vakanten regulären Weltmeistergürtel der World Boxing Association, verlor ihn allerdings bereits in seiner ersten Titelverteidigung an Yūsuke Kobori durch technischen K. o. in Runde 3 am 9. Mai des darauffolgenden Jahres.